# سامية يوسف عمر
سامية يوسف عمر، (بالإنجليزية: Samia Yusuf Omar)‏، عداءة صومالية أوليمبية.
ذكر موقع هيئة الإذاعة البريطانية انها شاركت في سباق المئتي متر عدو وحصلت على المركز الأخير بفارق ثواني كما أنها لم تتلقَ أيّ تدريب رسمي
وذكرت الهيئة نقلا عن تقرير لقناة الجزيرة ان العدائة تلقت تهديدا بالقتل لمشاركتها في الأوليمبياد عام 2008 ببجين
ذكر أيضا الخبر الذي اوردته الهيئة ان الاعبة انتقلت إلى إثيوبيا بحثا عن فرصه للتدريب لكن دون جدوى ليظهر لنا خبر غرقها نقلا عن صحيفة كوريير ديلا سيرا وعلى لسان اللاعب الأوليمبي الصومالي السابق عبدي بيلي.

## روابط خارجية
- سامية يوسف عمر على موقع الاتحاد الدولي لألعاب القوى (الإنجليزية)
- سامية يوسف عمر على موقع اللجنة الأولمبية الدولية (الإنجليزية)
- سامية يوسف عمر على موقع أوليمبيديا (الإنجليزية)

هيئة الإذاعة البريطانية 
بوابة صحيفة المصري اليوم